# Eric Bobo
Eric Bobo, właśc. Eric Correa (ur. 24 kwietnia 1968 w Nowym Jorku) – amerykański perkusista pochodzący z Portoryko, członek hip-hopowego zespołu Cypress Hill (od 1994).
Przydomek najprawdopodobniej przejął po ojcu Willie Bobo. Debiutował na płycie „Temples of Boom” („Locotes”). Niekiedy wspiera swym głosem B-Reala i Sen Doga („High Times” czy „I Remember That Freak Bitch (From The Club)”). Pozostałych członków grupy Cypress Hill Bobo poznał na festiwalu Woodstock'94 podczas ich trasy koncertowej z Beastie Boys. Spotkanie to zawdzięczał m.in. znajomości z Sen Dogiem oraz wcześniejszej współpracy z Beastie Boys.